# 구교구
구교구(狗咬狗: Dog Bite Dog, 도그 바이트 도그)는 홍콩에서 제작된 정 바오루이 감독의 2006년 액션, 범죄, 스릴러 영화이다. 진관희 등이 주연으로 출연하였고 양덕삼 등이 제작에 참여하였다.

## 출연

### 주연
- 진관희
- 이찬삼
- 임설

### 조연
- 시우파이 청
- 여요상
- 임가화
- 배유옥